# Kielich (naczynie)

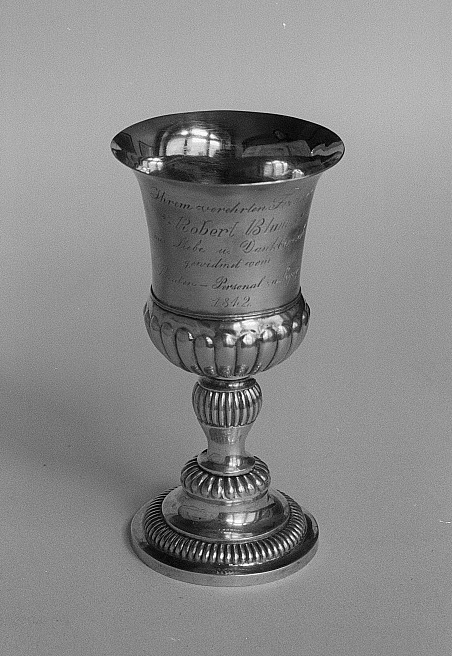
Kielich

Kielich – naczynie do picia, składające się z czary, podstawy i trzonu, znane i używane już w starożytnej Grecji. Może być wykonany z różnych materiałów (metalu, szkła, ceramiki, drewna, rogu itp.).